# Juru (Paraíba)
Juru is een gemeente in de Braziliaanse deelstaat Paraíba. De gemeente telt 10.548 inwoners (schatting 2009).